# Spülen (Kochen)

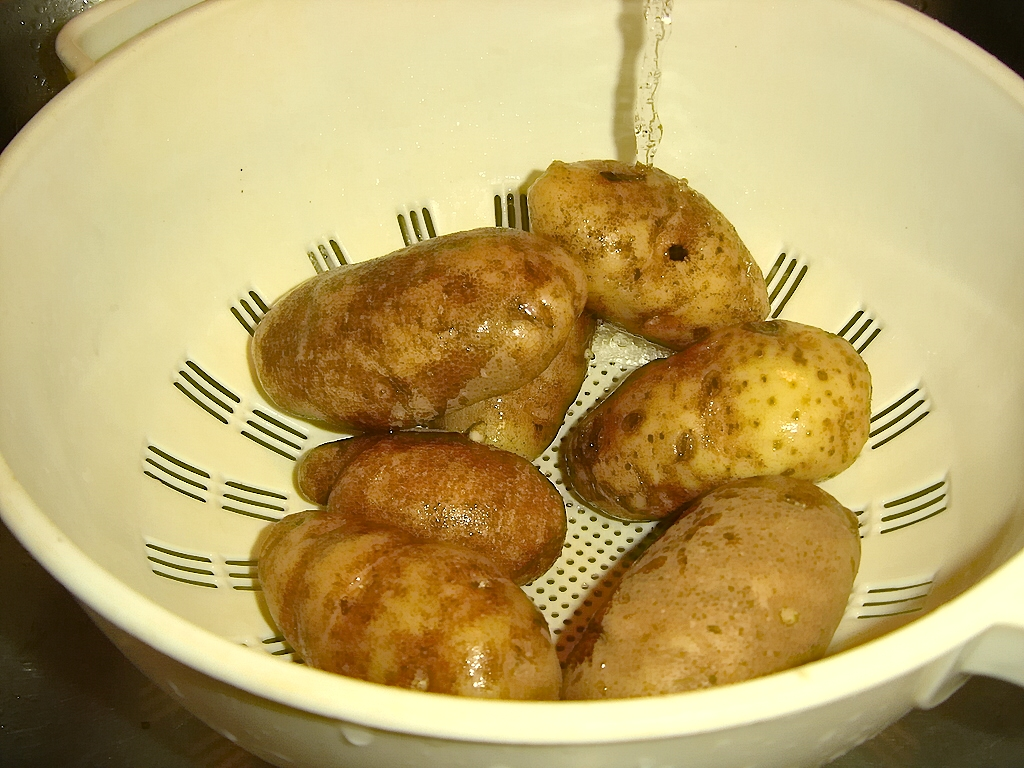
Waschen von Kartoffeln (vorm Schälen) unter leicht fließendem Wasser, um lose anhaftende Erdreste etc. zu entfernen

Als Spülen oder Waschen bezeichnet man ein Vorbereitungsverfahren in der Lebensmittelherstellung.
Beim Spülen trennt man Schmutz und Fremdbestandteile von Lebensmitteln durch bewegtes Wasser. Ziel ist eine schonende Vorbereitung, da ansonsten eine Qualitätsminderung durch Auslaugen und Aufweichen der Produkte möglich ist.
Durch die Qualitätsverbesserung bei der Produktion von Obst und Gemüse entfällt das typische Spülen, was in der Vergangenheit zur Beseitigung von Erde, Schmutz und Lagerstoffen nötig war. Heutzutage wird es überwiegend für Früchte verwendet, die samt Schale und äußerer Hülle verzehrt werden. Ansonsten werden die Fremdbestandteile während des Schälens entfernt.